# تنغ انار عليا (مقاطعة تشرام)
تنغ انار عليا (بالفارسية: تنگ انار علیا) هي قرية تقع في قسم بشتة ذيلايي الريفي (مقاطعة تشرام) في إيران. يقدر عدد سكانها بـ 75 نسمة .